# Désiré Letort
Désiré Letort (Bourseul, 29 de enero de 1943-	Saint-Malo, 9 de septiembre de 2012) fue un ciclista francés, que fue profesional entre 1965 y 1973. El principal éxito deportivo es haber vestido el maillot amarillo del Tour de Francia en la edición de 1969. El 1967 había ganado el Campeonato de Francia en ruta, pero fue desposeído por haber dado positivo en un control antidopaje.

## Palmarés
- 1964
  - Vencedor de una etapa del Tour del Porvenir
- 1966
  - 1º en la París-Camembert
  - 1º en el Premio de Sévignac
- 1967
  - 1º en el Premio de Sévignac
- 1968
  - 1º en el Critèrium de Saint-Georges-de-Chesné
  - Vencedor de una etapa del Tour norteño
- 1969
  - 1º en el Premio de Ploerdut
  - 1º en el Premio de Laval
  - 1º en el Premio de Plancoet
- 1970
  - 1º en el Premio de Issé
  - 1º en el Premio de Hénon
  - Vencedor de una etapa del Tour de Romandía
- 1971
  - 1º en el Tour de Haut-Var

## Resultados en Grandes Vueltas
| Carrera         | 1965 | 1966 | 1967 | 1968 | 1969 | 1970 | 1971 | 1972 |
| --------------- | ---- | ---- | ---- | ---- | ---- | ---- | ---- | ---- |
| Giro de Italia  | -    | -    | -    | Ab.  | -    | -    | -    | -    |
| Tour de Francia | Ab.  | 54.º | 4.º  | Ab.  | 9º   | Ab.  | 17º  | Ab.  |
| Vuelta a España | -    | -    | 27º  | -    | Ab.  | -    | 26º  | 9º   |

-: no participa

Ab.: abandono